# Pseudopyroppia
Pseudopyroppia är ett släkte av kvalster. Pseudopyroppia ingår i familjen Ceratoppiidae.
Kladogram enligt Catalogue of Life:
| Pseudopyroppia | \| \| Pseudopyroppia orientalis \| \| \| \| \| \| Pseudopyroppia rotunda \| \| \| \| |
|                | \| \| Pseudopyroppia orientalis \| \| \| \| \| \| Pseudopyroppia rotunda \| \| \| \| |
|                | Amazoppia                                                                            |
|                |                                                                                      |
|                | Austroceratoppia                                                                     |
|                |                                                                                      |
|                | Ceratoppia                                                                           |
|                |                                                                                      |
|                | Ceratorchestes                                                                       |
|                |                                                                                      |
|                | Comeremaeus                                                                          |
|                |                                                                                      |
|                | Dendrozetes                                                                          |
|                |                                                                                      |
|                | Macquarioppia                                                                        |
|                |                                                                                      |
|                | Metapyroppia                                                                         |
|                |                                                                                      |
|                | Negroppia                                                                            |
|                |                                                                                      |
|                | Notoppia                                                                             |
|                |                                                                                      |
|                | Paraceratoppia                                                                       |
|                |                                                                                      |
|                | Parapyroppia                                                                         |
|                |                                                                                      |
|                | Pseudoceratoppia                                                                     |
|                |                                                                                      |
|                | Pyroppia                                                                             |
|                |                                                                                      |
|                | Trichoppia                                                                           |
|                |                                                                                      |
|                | Pseudopyroppia orientalis                                                            |
|                |                                                                                      |
|                | Pseudopyroppia rotunda                                                               |
|                |                                                                                      |

|  | Pseudopyroppia orientalis |
|  |                           |
|  | Pseudopyroppia rotunda    |
|  |                           |